# António Tavares
Ne doit pas être confondu avec Antonio Tavares, footballeur mauritanien.
António Tavares, né le 10 décembre 1975, à Barreiro, au Portugal, est un joueur portugais de basket-ball. Il évolue au poste de meneur/arrière.
Après deux saisons passées aux Galitos, il prend sa retraite en 2014.

## Palmarès
- 2011/2012, 2012/2013, 2013/2014 - Champion du Portugal avec le Benfica

## Sélection Nationale
- Participation à l'EuroBasket 2011